# Tiro ai Giochi della VII Olimpiade - Bersaglio mobile individuale
La competizione del bersaglio mobile individuale  di tiro a segno ai Giochi della VII Olimpiade si tenne il 27 luglio 1920 al Campo Militare di Hoogboom, Brasschaat.

## Risultati
Distanza 100 metri. 10 colpi. La sagoma del cervo era in vista per 23 metri, coprendo la distanza in quattro secondi.
| Pos.    | Concorrente       | Nazione     | Punti | Spareggio |
| ------- | ----------------- | ----------- | ----- | --------- |
| Oro     | Otto Olsen        | Norvegia    | 43    |           |
| Argento | Alf Swahn         | Svezia      | 41    | 20        |
| Bronzo  | Harald Natvig     | Norvegia    | 41    | 19        |
| 4       | Yrjö Kolho        | Finlandia   | 40    |           |
| 5       | Toivo Tikkanen    | Finlandia   | 40    |           |
| 6       | Fredric Landelius | Svezia      | 39    |           |
| 7       | Larry Nuesslein   | Stati Uniti | 38    |           |
| 8       | Oscar Swahn       | Svezia      | 37    |           |
| n/d     | Willis Lee        | Stati Uniti | 33    |           |
| n/d     | Thomas Brown      | Stati Uniti | 33    |           |
| n/d     | Joe Jackson       | Stati Uniti | 30    |           |
| n/d     | Lloyd Spooner     | Stati Uniti | 30    |           |